# Rinka
Rinka – szczyt w Alpach Kamnickich, w Słowenii. Na północ od szczytu płynie rzeka Vellach (słoweń. Bela), dopływ Drawy; na wschodzie znajdują się źródła Savinji; na południu płynie Kamniska Bistrica, a na zachodzie rzeka Rinka. Szczyt ten należy do masywu, do którego należą jeszcze: Kriz (Koroska Rinka) (2433 m), Stajerska Rinka (2374 m) i Mala Rinka (2289 m).